# 関西電力100形無軌条電車
関西電力100形無軌条電車 （かんさいでんりょく100がたむきじょうでんしゃ）は、1964年（昭和39年）に登場した関西電力の無軌条電車である。
本項では増備車として1969年（昭和44年）に登場した200形無軌条電車についても記述する。

## 概要

### 100形
1964年（昭和39年）の関電トンネルトロリーバス開通時に6両（101 - 106）が製造され、その後増備車として1966年（昭和41年）から1968年（昭和43年）にかけて4両（107 - 110）が製造された。
車体は大阪車輌工業で、側面窓は上段Hゴム固定・下段一段上昇式のバス窓が870 mmピッチで10個並んでいる。床構造は18 mm厚の難燃性合板を使用している。
乗降扉は車体前端左側の一か所（前扉のみ）で、折戸（幅930 mm 有効幅750 mm）が採用された。右側後部には400 mm幅の非常口が設置されている。
車内は前向きシートで、客用扉側（進行方向左側）・非常口側（進行方向右側）とも2人がけ座席が11脚配置され、最後部座席は5人がけとなっている。冷房装置は設置されておらず、天井に通風器が設置されている。
200形の製造後、本形式の一部については中扉の増設と座席配置の変更（後述）を行ったため、座席定員が減少している。
主制御器は東芝製で、弱め界磁付きの抵抗制御方式である。
集電装置は屋根上に設置されたトロリーポールで、先端部はスライダー式となっている。
足回りはふそうブランドの大型バスと同等で、三菱自動車工業（当時は三菱重工業）により製造された。変速機は無く、変速比は1段固定、主幹制御器は14段、アクセルペダルの踏み込み角度によって進段操作を行う「手動進段式」で、運転席のメーターパネル上部にはアクセル踏み込み量に応じて点灯するパイロットランプ（ノッチ表示灯）が10個装備されている。サスペンションは4輪リーフリジッドとなっていた。
正面の前面窓上部にはワンマン表示と方向幕が設置されているが、方向幕は「扇沢 - 黒部ダム」で固定されている。

### 200形
関電トンネルトロリーバスの乗客増に対応するべく、100形を仕様変更した車両で、1969年から1973年までに5両（201 - 205）が製造された。
乗降扉は車体中央に外吊式両開き引戸（有効幅830 mm）が設置され、100形で乗降扉だった前扉は乗務員専用となり、ステップも省略された。また、車内はオールロングシート（最後部は前向きのため三方シート）として収容力を増加させた。それ以外の仕様については100形と同様で、外観上もヘッドライトベゼルが楕円形になった（100形では三菱MR系の呉羽製車体と同様の台形）程度である。

## 改造と改番
1974年度には100形・200形の全車に列車誘導無線装置が設置された。
100形は1976年から1979年、200形は1979年から1981年にかけて車体の改修工事を受け、改修が終わった車両の車番には"10"が足されている。
- 100形：（改修前）101 - 110 → （改修後）111 - 120[7]
- 200形：（改修前）201 - 205 → （改修後）211 - 215[7]

この改修工事により、100形のうちの6両（101 - 106）は、乗降時間の短縮を図るために、車体中央部に外吊式両開き引戸（幅820 mm）が設置された。同時に車内右側の座席が2人がけから1人がけのものに取替えられ、座席定員は減少している。
また、200形は1988年から1991年にかけて、車体前端の乗務員扉を拡幅し、営業時の乗降扉とする改修が施された。扉には折戸（有効幅750 mm）が採用されている。
この改修工事の結果、100形（111-116）と200形では、外観上の差異がほとんどなくなっている。

## 廃車
関電トンネルトロリーバスの開業以来、同線の主力車両として使用されてきたが、最新増備車でも製造から20年が経過したため、1993年から300形に置き換えられることになり、1998年までに全車両が廃車となった。
廃車後、全車両がメキシコシティへ無償譲渡された。

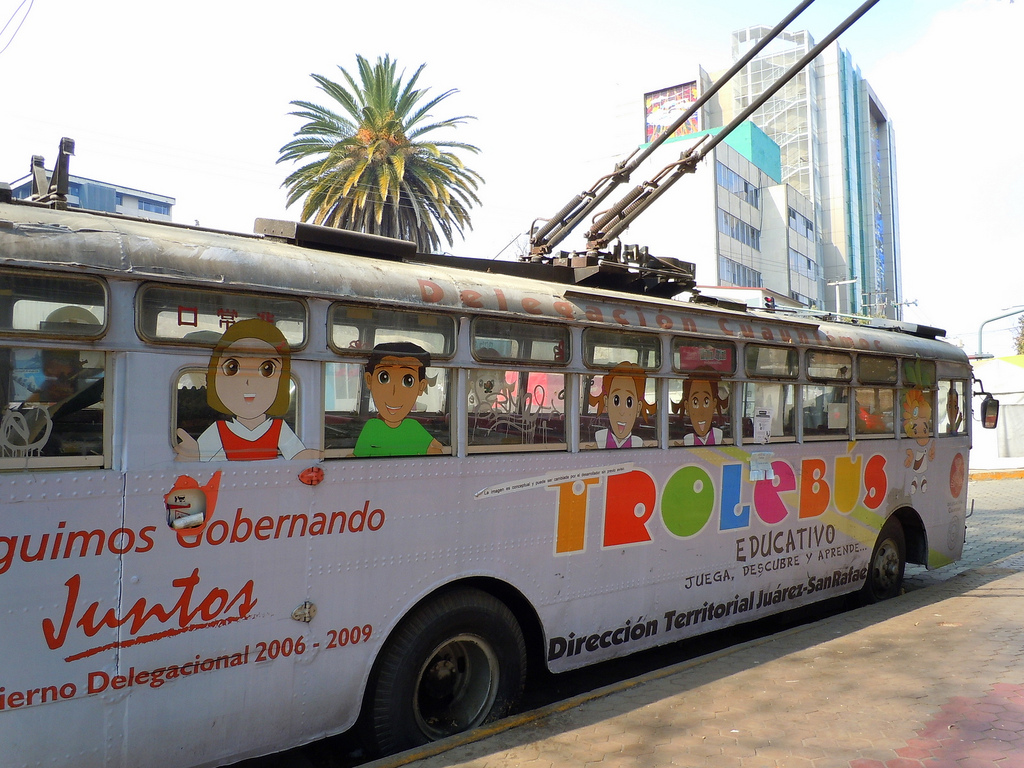
メキシコシティへ譲渡された車体 （2011年撮影）